# IAAF Road Race Label Events 2016
 (décembre 2016).
Navigation
Édition précédente Édition suivante
Les courses sur route à labels de l'IAAF 2016 (en anglais : IAAF Road Race Label Events) sont des compétitions d'athlétisme régies par l'IAAF. Le circuit regroupe les meilleures compétitions mondiales hors-stade dans les épreuves du marathon, du semi-marathon ainsi que d'autres courses sur route sur des distances allant de 5 à 20 kilomètres.

## Label d'or
Les épreuves classées en première catégorie sous le nom de Courses Label d’Or IAAF (en anglais : IAAF Gold Label Road Races) sont les suivantes en 2016 :
- Épreuves faisant également partie du circuit des World Marathon Majors

| Épreuve                           | Distance      | Lieu                  | Pays                | Date         | Vainqueur Homme            | Vainqueur Femme         |
| --------------------------------- | ------------- | --------------------- | ------------------- | ------------ | -------------------------- | ----------------------- |
| Marathon de Xiamen                | Marathon      | Xiamen                | Chine               | 2 janvier    | Vincent Kipruto            | Workenesh Edesa         |
| Marathon de Hong Kong             | Marathon      | Hong Kong             | Hong Kong           | 17 janvier   | Mike Mutai                 | Letebrhan Gebreslasea   |
| Marathon de Dubaï                 | Marathon      | Dubaï                 | Émirats arabes unis | 22 janvier   | Tesfaye Abera              | Tirfi Tsegaye           |
| Marathon de Tokyo                 | Marathon      | Tokyo                 | Japon               | 28 février   | Feyisa Lilesa              | Helah Kiprop            |
| World's Best 10K                  | 10 kilomètres | San Juan              | Porto Rico          | 28 février   | Bedan Karoki               | Mary Wacera             |
| Marathon du lac Biwa              | Marathon      | Ōtsu                  | Japon               | 6 mars       | Lucas Rotich               | —                       |
| Semi-marathon Rome-Ostie          | Semi-marathon | Rome                  | Italie              | 13 mars      | Solomon Yego               | Worknesh Degefa         |
| Marathon de Nagoya                | Marathon      | Nagoya                | Japon               | 13 mars      | —                          | Eunice Kirwa            |
| Marathon de Séoul                 | Marathon      | Séoul                 | Corée du Sud        | 20 mars      | Wilson Loyanae             | Rose Chelimo            |
| Semi-marathon de Lisbonne         | Semi-marathon | Lisbonne              | Portugal            | 20 mars      | Sammy Kitwara              | Ruti Aga                |
| Semi-marathon de Prague           | Semi-marathon | Prague                | Tchéquie            | 2 avril      | Daniel Wanjiru             | Violah Jepchumba        |
| Marathon de Paris                 | Marathon      | Paris                 | France              | 3 avril      | Cyprian Kotut              | Visiline Jepkesho       |
| Marathon de Rome                  | Marathon      | Rome                  | Italie              | 10 avril     | Amos Kipruto               | Rahma Tusa              |
| Marathon de Vienne                | Marathon      | Vienne                | Autriche            | 10 avril     | Robert Chemosin            | Shuko Genemo            |
| Marathon de Rotterdam             | Marathon      | Rotterdam             | Pays-Bas            | 10 avril     | Marius Kipserem            | Haylay Gebreslasea      |
| Marathon de Boston                | Marathon      | Boston                | États-Unis          | 18 avril     | Lemi Berhanu               | Atsede Baysa            |
| Semi-marathon de Yangzhou         | Semi-marathon | Yangzhou              | Chine               | 24 avril     | Mosinet Geremew            | Peres Jepchirchir       |
| Marathon de Londres               | Marathon      | Londres               | Royaume-Uni         | 24 avril     | Eliud Kipchoge             | Jemima Sumgong          |
| Marathon de Prague                | Marathon      | Prague                | Tchéquie            | 8 mai        | Lawrence Cherono           | Lucy Karimi             |
| Semi-marathon de Karlovy Vary     | Semi-marathon | Karlovy Vary          | Tchéquie            | 21 mai       | Abraham Akopesha           | Joyciline Jepkosgei     |
| Great Manchester Run              | 10 kilomètres | Manchester            | Royaume-Uni         | 22 mai       | Kenenisa Bekele            | Tirunesh Dibaba         |
| Ottawa 10K Road Race              | 10 kilomètres | Ottawa                | Canada              | 28 mai       | Mohammed Ziani             | Peres Jepchirchir       |
| Marathon d'Ottawa                 | Marathon      | Ottawa                | Canada              | 29 mai       | Dino Sefir                 | Koren Jelela            |
| Semi-marathon de České Budějovice | Semi-marathon | České Budějovice      | Tchéquie            | 4 juin       | Barselius Kipyego          | Ashete Bekere           |
| Semi-marathon d'Olomouc           | Semi-marathon | Olomouc               | Tchéquie            | 25 juin      | Stanley Biwott             | Mary Keitany            |
| Marathon de Gold Coast            | Marathon      | Gold Coast            | Australie           | 3 juillet    | Kenneth Mungara            | Misato Horie            |
| Semi-marathon de Bogota           | Semi-marathon | Bogota                | Colombie            | 31 juillet   | Tadese Tola                | Purity Rionoripo        |
| Grand Prix de Prague              | 10 kilomètres | Prague                | Tchéquie            | 10 septembre | Abraham Kipyatich          | Viola Jepchumba         |
| Semi-marathon d'Ústí nad Labem    | Semi-marathon | Ústí nad Labem        | Tchéquie            | 17 septembre | Abraham Kasongwor Akopesha | Joyciline Jepkosgei     |
| Marathon de Pékin                 | Marathon      | Pékin                 | Chine               | 17 septembre | Mekuanet Gebre Ayenew      | Meseret Mengistu Biru   |
| Marathon de Sydney                | Marathon      | Sydney                | Australie           | 18 septembre | Tomohiro Tanigawa          | Makda Harun Haji        |
| Marathon de Berlin                | Marathon      | Berlin                | Allemagne           | 25 septembre | Kenenisa Bekele            | Aberu Kebede            |
| Marathon de Lisbonne              | Marathon      | Lisbonne              | Portugal            | 2 octobre    | Alfred Kering              | Sarah Chepchirchir      |
| Semi-marathon du Portugal         | Semi-marathon | Lisbonne              | Portugal            | 2 octobre    | Nguse Amlosom              | Genet Yalew             |
| Marathon de Chicago               | Marathon      | Chicago               | États-Unis          | 9 octobre    | Abel Kirui                 | Florence Kiplagat       |
| Marathon d'Amsterdam              | Marathon      | Amsterdam             | Pays-Bas            | 16 octobre   | Daniel Wanjiru             | Meselech Melkamu        |
| Marathon de Toronto               | Marathon      | Toronto               | Canada              | 16 octobre   | Philemon Rono Cherop       | Shure Demise            |
| Semi-marathon de Valence          | Semi-marathon | Valence               | Espagne             | 23 octobre   | Stephen Kosgei Kibet       | Peres Jepchirchir       |
| Marathon de Francfort             | Marathon      | Francfort-sur-le-Main | Allemagne           | 30 octobre   | Mark Korir                 | Mamitu Daska            |
| Marathon de Shanghai              | Marathon      | Shanghai              | Chine               | 30 octobre   | Stephen Mokoka             | Roza Dereje             |
| Marathon de New York              | Marathon      | New York              | États-Unis          | 6 novembre   | Ghirmay Ghebreslassie      | Mary Keitany            |
| Marathon d'Istanbul               | Marathon      | Istanbul              | Turquie             | 13 novembre  | Evans Kiplagat             | Agnes Jeruto Barosio    |
| Marathon de Valence               | Marathon      | Valence               | Espagne             | 20 novembre  | Victor Kipchirchir         | Valary Jemeli Aiyabei   |
| Marathon de Fukuoka               | Marathon      | Fukuoka               | Japon               | 4 décembre   | Yemane Tsegay              | —                       |
| Marathon de Singapour             | Marathon      | Singapour             | Singapour           | 4 décembre   | Felix Kiptoo Kirwa         | Rebecca Chesire Kangogo |

## Label d'argent
Les épreuves classées en deuxième catégorie sous le nom de Courses Label d’Argent IAAF (en anglais : IAAF Silver Label Road Races) sont les suivantes en 2016 :
| Épreuve                                | Distance      | Lieu       | Pays           | Période      | Vainqueur Homme           | Vainqueur Femme              |
| -------------------------------------- | ------------- | ---------- | -------------- | ------------ | ------------------------- | ---------------------------- |
| Marathon d'Osaka                       | Marathon      | Osaka      | Japon          | 31 janvier   | —                         | Kayoko Fukushi               |
| Semi-marathon de Marugame              | Semi-marathon | Marugame   | Japon          | 7 février    | Goitom Kifle              | Eunice Kirwa                 |
| Marathon de Daegu                      | Marathon      | Daegu      | Corée du Sud   | 3 avril      | James Kwambai             | Caroline Kilel               |
| Great Ireland Run                      | 10 kilomètres | Dublin     | Irlande        | 3 avril      | Andy Maud                 | Fionnuala McCormack          |
| Marathon de Hanovre                    | Marathon      | Hanovre    | Allemagne      | 10 avril     | Lusapho April             | Edinah Kwambai               |
| Marathon de Łódź                       | Marathon      | Łódź       | Pologne        | 17 avril     | Abraraw Tegegne           | Racheal Mutgaa               |
| Marathon de Madrid                     | Marathon      | Madrid     | Espagne        | 24 avril     | Peter Kiplagat            | Askale Alemayehu             |
| Marathon de Varsovie                   | Marathon      | Varsovie   | Pologne        | 24 avril     | Artur Kozłowski           | Sichala Kumeshi              |
| Marathon de l'estuaire du fleuve Jaune | Marathon      | Dongying   | Chine          | 8 mai        | Dickson Kipsang Tuwei     | Eunice Chebichii Chumba      |
| Semi-marathon de Gifu Seiryu           | Semi-marathon | Gifu       | Japon          | 15 mai       | Patrick Muend Mwaka       | Eunice Kirwa                 |
| Marathon du Cap                        | Marathon      | Le Cap     | Afrique du Sud | 18 septembre | Asefa Mengstu Negewo      | Tish Jones                   |
| Dam tot Damloop                        | 10 miles      | Amsterdam  | Pays-Bas       | 18 septembre | Edwin Kiprop Kiptoo       | Alice Aprot Nawowuna         |
| Semi-marathon de Copenhague            | Semi-marathon | Copenhague | Danemark       | 18 septembre | James Mwangi Wangari      | Hiwot Gebrekidan Gebremaryam |
| Course Marseille-Cassis                | 20 kilomètres | Marseille  | France         | 30 octobre   | Henry Kiplagat            | Joyciline Jepkosgei          |
| Marathon de Saitama                    | Marathon      | Saitama    | Japon          | 13 novembre  | —                         | Flomena Cheyech Daniel       |
| Marathon de Beyrouth                   | Marathon      | Beyrouth   | Liban          | 13 novembre  | Edwin Kibet Kiptoo        | Tigist Girma                 |
| Corrida de Houilles                    | 10 kilomètres | Houilles   | France         | 18 décembre  | Cornelius Kipruto Kangogo | Viola Jelagat Kibiwot        |
| San Silvestre Vallecana                | 10 kilomètres | Madrid     | Espagne        | 31 décembre  | Nguse Amlosom             | Brigid Jepcheschir Kosgei    |

## Label de bronze
Les épreuves classées en troisième catégorie sous le nom de Courses Label de bronze IAAF (en anglais : IAAF Bronze Label Road Races) sont les suivantes en 2016 :
| Épreuve                               | Distance      | Lieu                 | Pays           | Période      | Vainqueur Homme         | Vainqueur Femme           |
| ------------------------------------- | ------------- | -------------------- | -------------- | ------------ | ----------------------- | ------------------------- |
| Marathon de Houston                   | Marathon      | Houston              | États-Unis     | 17 janvier   | Gebo Burka              | Biruktayit Degefa         |
| Semi-marathon de Barcelone            | Semi-marathon | Barcelone            | Espagne        | 14 février   | Vincent Kipruto         | Florence Kiplagat         |
| Marathon de Séville                   | Marathon      | Séville              | Espagne        | 21 février   | Cosmas Kiplimo Lagat    | Paula Gonzalez Berodia    |
| Marathon de Barcelone                 | Marathon      | Barcelone            | Espagne        | 13 mars      | Dino Safir              | Valary Jemeli Aiyabei     |
| Marathon du Nouveau Taipei            | Marathon      | Nouveau Taipei       | Taipei chinois | 20 mars      | William Chebon Chebor   | Olha Kotovska             |
| Marathon de Chongqing                 | Marathon      | Chongqing            | Chine          | 20 mars      | Woldaregay Gezahegn     | Liu Ruihuan               |
| Marathon de Milan                     | Marathon      | Milan                | Italie         | 3 avril      | Ernest Ngeno            | Brigid Kosgei             |
| Marathon de Nagano                    | Marathon      | Nagano               | Japon          | 17 avril     | Jairus Chanchima        | Shasho Insermu            |
| Marathon de Brighton                  | Marathon      | Brighton             | Royaume-Uni    | 17 avril     | Duncan Maiyo            | Grace Momanyi             |
| 10 kilomètres d'Okpekpe               | 10 kilomètres | Okpekpe              | Nigeria        | 7 mai        | Simon Cheprot           | Polline Wanjiku           |
| Marathon de Genève                    | Marathon      | Genève               | Suisse         | 8 mai        | Julius Chepkwony        | Jane Kiptoo               |
| Marathon de Riga                      | Marathon      | Riga                 | Lettonie       | 15 mai       | Dominic Kangor          | Shitaye Gemechu           |
| Marathon d'Edimbourg                  | Marathon      | Édimbourg            | Royaume-Uni    | 29 mai       | Peter Wanjiru           | Joan Kigen                |
| Marathon de Lanzhou                   | Marathon      | Lanzhou              | Chine          | 12 juin      | Robert Kwambai          | Tsehay Desalegn           |
| Corrida de Langueux                   | 10 kilomètres | Langueux             | France         | 18 juin      | Robert Kaptingei        | Meskerem Amare            |
| B.A.A. 10K                            | 10 kilomètres | Boston               | États-Unis     | 26 juin      | Daniel Kipchumba Chebii | Shalane Flanagan          |
| Marathon de Varsovie                  | Marathon      | Varsovie             | Pologne        | 25 septembre | Ezekiel Omullo          | Gladys Jerotich Kibiwot   |
| Marathon de Bournemouth               | Marathon      | Bournemouth          | Royaume-Uni    | 2 octobre    | Stanley Kiprotich Bett  | Eddah Jepkosgei           |
| Marathon de Košice                    | Marathon      | Košice               | Slovaquie      | 2 octobre    | David Kemboi Kiyeng     | Chaitu Tafa               |
| Semi-marathon de Cardiff              | Semi-marathon | Cardiff              | Royaume-Uni    | 2 octobre    | Shedrack Korir          | Violah Jepchumba          |
| Marathon de Venise                    | Marathon      | Venise               | Italie         | 23 octobre   | Julius Chepkwony Rotich | Priscah Jepleting Cherono |
| Marathon des Alpes-Maritimes          | Marathon      | Nice                 | France         | 13 novembre  | Elisha Kipchirchir      | Biruk Tilahun             |
| Semi-marathon de Boulogne-Billancourt | Semi-marathon | Boulogne-Billancourt | France         | 20 novembre  | Morris Munene Gachaga   | Gebiyanesh Ayele          |
| Marathon de New Delhi                 | Marathon      | New Delhi            | Inde           | 27 novembre  | Eliud Kipchoge          | Worknesh Degefa           |
| Marathon de Guangzhou                 | Marathon      | Guangzhou            | Chine          | 11 décembre  | Salah Eddine Bounasr    | Aynalem Kasahun Teferi    |